# Nívar

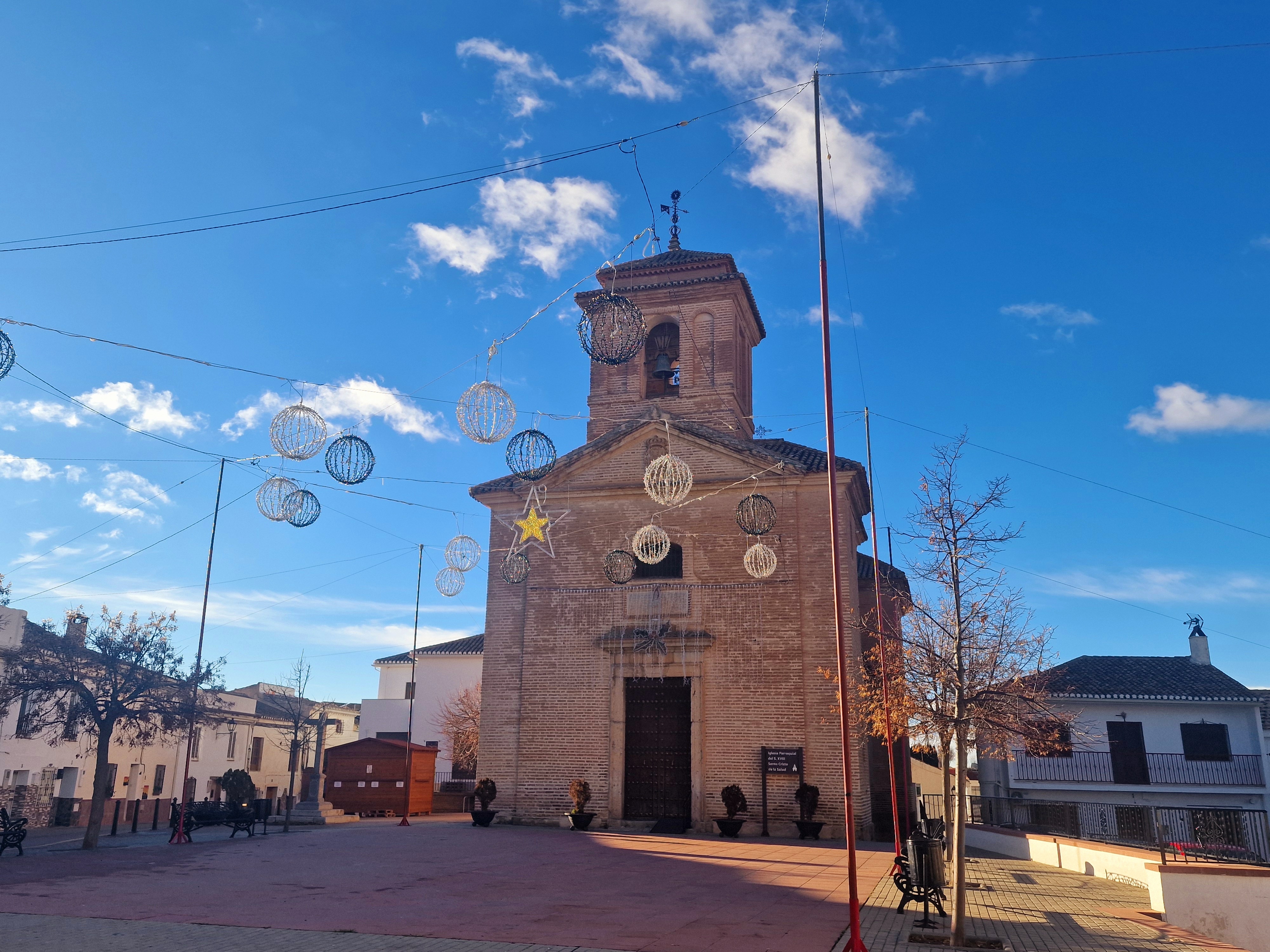
Iglesia del Santo Cristo de la Salud

Nívar es una localidad y municipio español situado en la parte centro-norte de la comarca de la Vega de Granada, en la provincia de Granada, comunidad autónoma de Andalucía. Limita con los municipios de Alfacar, Güevéjar, Cogollos Vega y Huétor Santillán. Cuenta con una población de 1069 habitantes (INE 2024). Por su término discurre el río Bermejo.
El municipio nivero es una de las ocho entidades que componen la mancomunidad de la Vega Norte-Alfaguara, y comprende únicamente el núcleo de población de Nívar, capital municipal.
Gran parte de su término lo ocupa el parque natural de la Sierra de Huétor.

## Símbolos
Nívar cuenta con un escudo y bandera adoptados oficialmente el 16 de diciembre de 2005.

### Escudo
Su descripción heráldica es la siguiente:

Escudo partido. Primero, de plata (blanco), un castillo de gules (rojo) puesto en jefe, acompañado de una granada de su color, rajada de gules y tallada de sinople (verde), puesta en punta. Segundo, de azur (azul), un monte de plata, sumado de una cruz de oro (amarillo) sobre ondas de plata y azur. Al timbre, corona real cerrada.

### Bandera
La enseña del municipio tiene la siguiente descripción:

Paño rectangular de proporción 2:3, dividido horizontalmente en dos franjas de igual tamaño, blanca la superior y roja la inferior, con el escudo municipal sobrepuesto al centro del paño.

## Demografía
Nívar cuenta con una población de 1069 habitantes (INE 2024).
| Gráfica de evolución demográfica de Nívar entre 1842 y 2021                                                         |
| |
| Población de derecho según los censos de población del INE Población de hecho según los censos de población del INE |

## Economía

### Evolución de la deuda viva municipal
| Gráfica de evolución de Deuda viva del Ayuntamiento de Nívar entre 2008 y 2019                                |
| |
| Deuda viva del Ayuntamiento de Nívar en miles de Euros según datos del Ministerio de Hacienda y Ad. Públicas. |

## Administración y política

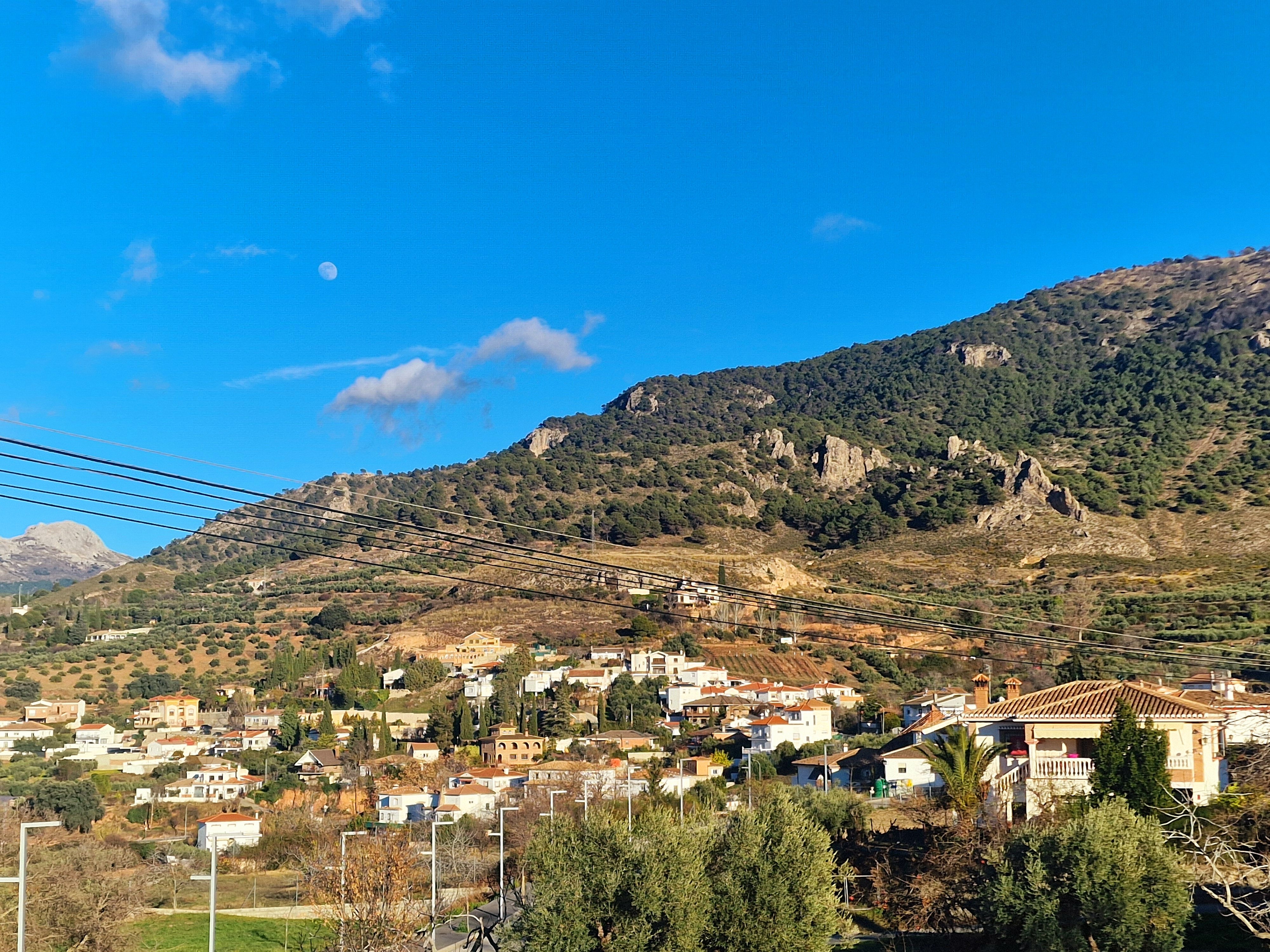
Vista parcial de la localidad desde la avenida del Castillejo

Los resultados en Nívar de las últimas elecciones municipales, celebradas en mayo de 2023, son:
| Elecciones Municipales - Nívar (2023) | Elecciones Municipales - Nívar (2023)         | Elecciones Municipales - Nívar (2023) | Elecciones Municipales - Nívar (2023) | Elecciones Municipales - Nívar (2023) |
| Partido político                      | Partido político                              | Votos                                 | Votos                                 | Concejales                            |
| ------------------------------------- | --------------------------------------------- | ------------------------------------- | ------------------------------------- | ------------------------------------- |
|                                       | Grupo Independiente de Nívar (GIN)            | 260                                   | 43,47 %                               | 4                                     |
|                                       | Partido Socialista Obrero Español (PSOE)      | 129                                   | 21,57 %                               | 2                                     |
|                                       | Partido Popular (PP)                          | 105                                   | 17,55 %                               | 2                                     |
|                                       | Vox (VOX)                                     | 72                                    | 12,04 %                               | 1                                     |
|                                       | Izquierda Unida Para la Gente (PARA LA GENTE) | 25                                    | 4,18 %                                | 0                                     |

## Cultura

### Fiestas
Fiestas patronales en honor del Santo Cristo de la Salud
Las fiestas patronales se celebran el segundo fin de semana de septiembre, aunque el día de la exaltación de la cruz es el 14 de este mismo mes. El santo patrón desciende de su altar el jueves de la semana festiva mientras se entona el himno que lleva su nombre. El día 14 vuelve a su posición con el mismo ritual. Desde un punto de vista más pagano, es necesario destacar la degustación de las típicas migas niveras y de la paellada —característica del Levante peninsular— que se prepara para vecinos y visitantes el jueves y viernes de esa semana festiva.

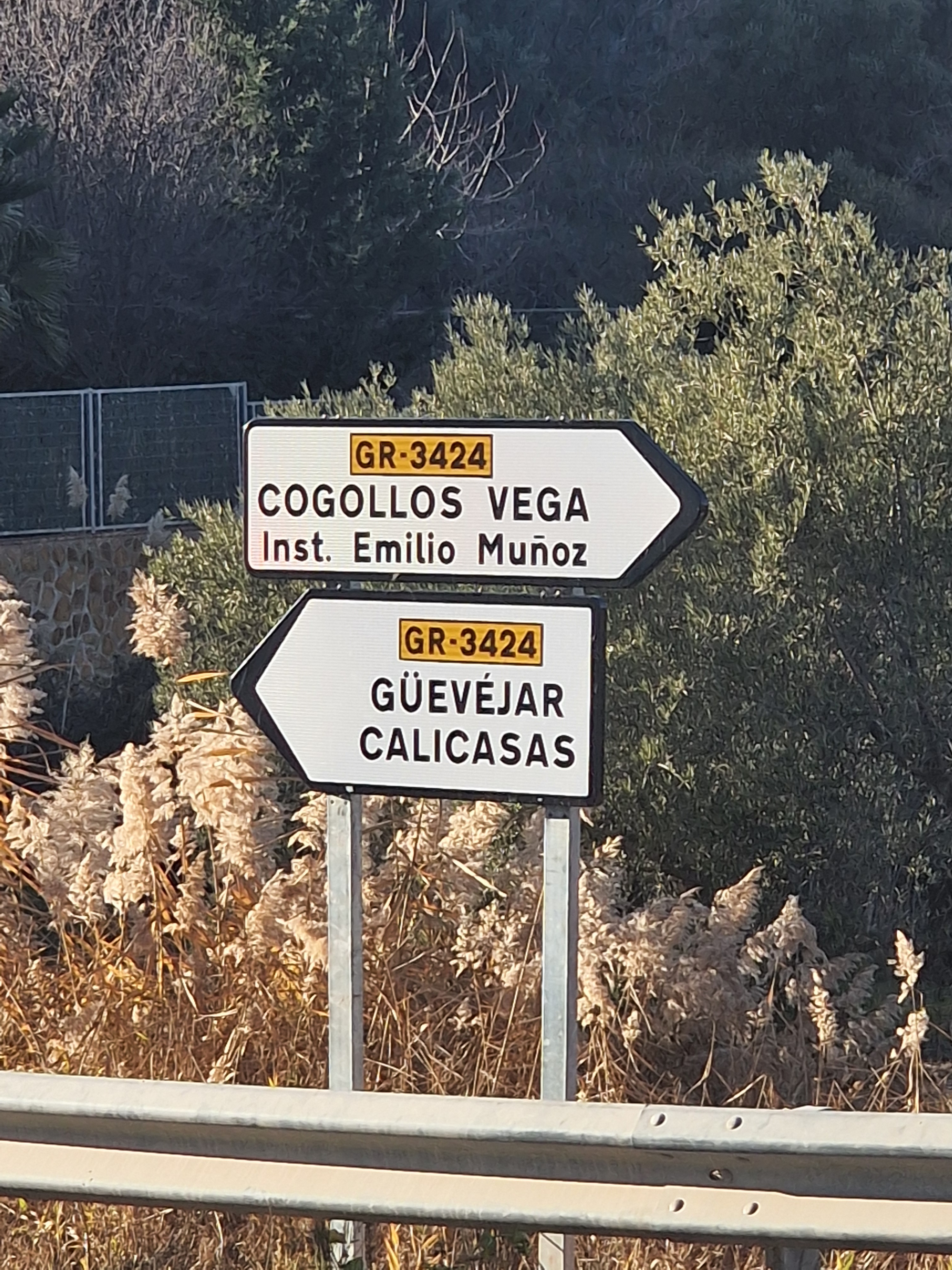
Intersección de la carretera GR-3424, entre Güevéjar y Cogollos Vega, y la GR-3101, en el término municipal de Nívar

Durante la semana se realizan diversas actividades lúdico-culturales: cine, carreras de cintas y cucañas, juegos tradicionales, concursos de distinto tipo y torneos deportivos, siendo tradicional el partido de fútbol entre solteros y casados.
La verbena se prolonga desde la noche del miércoles al domingo hasta altas horas de la madrugada, cabe destacar el jueves que se celebra la fiesta de disfraces, participando grandes y pequeños y el viernes que termina al amanecer con una invitación por parte del ayuntamiento de churros y anís amenizado por la banda municipal de música.
De mucha tradición también es el concierto que ofrece la banda municipal el domingo por la mañana después de los actos religiosos, acompañado de una degustación de vino y aperitivos.
Es digno de mención la aportación que todas las familias realizan al presupuesto base de las fiestas a cambio del programa de estas y la vela de la procesión, en el pueblo, en todas las casas, hay en consecuencia un mayordomo.
Día de la Cruz
El día 3 de mayo es fiesta local; con motivo de esta fecha tan señalada y especial para la gente del pueblo se realiza una romería a la cruz de la sierra de la Yedra, amenizada con cante y baile. Se celebra la Eucaristía en torno a la cruz de hierro que corona la sierra.
Se realiza una comida para todos los asistentes, últimamente de patatas y carne aunque también se han hecho arroces o barbacoas que se acompaña de saladillas, habas frescas, bacalao, embutidos, etc, y todo remojado con refrescos, cerveza o vino.
Es tradicional el hornazo granadino, un pan de aceite en forma de barra o rosca en cuyo centro se coloca un huevo cocido, aún con la cáscara.
En este día aparece Nívar totalmente engalanado y respirando un ambiente festivo.
Precede al día de la cruz una semana cultural en la que se realizan múltiples actividades: teatro, conciertos, talleres, etc.